# 小河公主

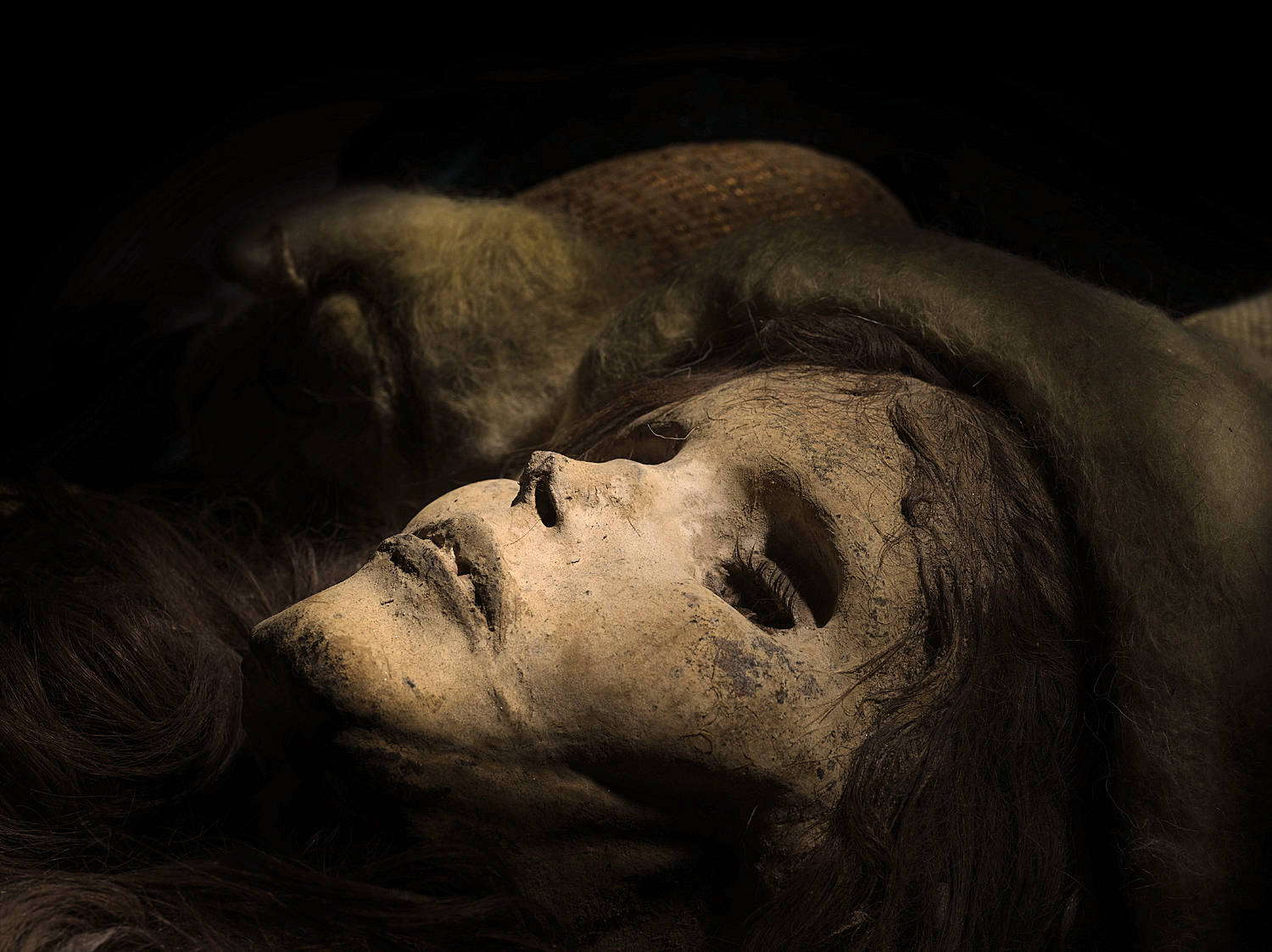

小河公主是新疆若羌县小河墓地11号墓2003年出土的青铜时代女性乾屍，她頭戴白色氈帽，全身塗抹乳酪，出土时身上还挂着麻黄枝，專家指其因新疆環境乾燥才得以保存良好。女屍鲜明的五官轮廓和毛发、睫毛完整地保存下来。小河和古墓溝遺址的樣本，有約 72% 的 Ancient North Eurasian，及 28% 的 Baikal_EBA 祖源，無西方血緣。她生活在前1900-前1600年期間，死亡年齡在20-40岁之間，死亡原因為疝痛。

## 相关
- 塔里木木乃伊
- 楼兰美女
- 小河墓地

## 外部連結
- 图：中国最古老的木乃伊 小河公主的动人微笑 （页面存档备份，存于）